# Puchar Ameryki Północnej w narciarstwie alpejskim kobiet 2014/2015
Puchar Ameryki Północnej w narciarstwie alpejskim kobiet w sezonie 2014/2015 to 45. edycja tego cyklu. Pierwsze zawody odbyły się 1 grudnia 2014 roku w amerykańskim Copper Mountain, a ostatnie rozegrane zostały 23 marca 2015 roku w amerykańskim Burke Mountain.
W poprzednim sezonie klasyfikację generalną Pucharu Ameryki Północnej wygrała Kanadyjka Madison Irwin, triumfując ponadto w klasyfikacji superkombinacji. W klasyfikacji zjazdu triumfowała drugi raz z rzędu Amerykanka Katie Ryan. Zwyciężczynią klasyfikacji slalomu była z kolei rodaczka Ryan Lila Lapanja. W gigancie zwyciężyła Kanadyjka Candace Crawford, a w supergigancie Abby Ghent.

## Podium zawodów
| Lp  | Data            | Miejscowość         | Konkurencja     | 1. Miejsce               | 2. Miejsce                | 3. Miejsce               |
| --- | --------------- | ------------------- | --------------- | ------------------------ | ------------------------- | ------------------------ |
| 1.  | 1 grudnia 2014  | Copper Mountain     | Slalom          | Anna Swenn-Larsson       | Lena Dürr                 | Emelie Wikström          |
| 2.  | 2 grudnia 2014  | Copper Mountain     | Slalom          | Anna Swenn-Larsson       | Erin Mielzynski           | Adeline Baud             |
| 3.  | 3 grudnia 2014  | Aspen               | Gigant          | Ana Drev                 | Wendy Holdener            | Coralie Frasse Sombet    |
| 4.  | 4 grudnia 2014  | Aspen               | Gigant          | Sara Hector              | Ana Drev                  | Coralie Frasse Sombet    |
| 5.  | 10 grudnia 2014 | Lake Louise         | Zjazd           | Julia Ford               | Larisa Yurkiw             | Maruša Ferk              |
| 6.  | 11 grudnia 2014 | Lake Louise         | Zjazd           | Maruša Ferk              | Julia Ford                | Karolina Chrapek         |
| 7.  | 13 grudnia 2014 | Panorama            | Slalom          | Candace Crawford         | Leona Popović             | Kate Ryley               |
| 8.  | 14 grudnia 2014 | Panorama            | Slalom          | Alexandra Tilley         | Candace Crawford          | Tianda Carroll           |
| 9.  | 15 grudnia 2014 | Panorama            | Supergigant     | Valérie Grenier          | Katharine Irwin           | Katie Ryan               |
| 10. | 16 grudnia 2014 | Panorama            | Supergigant     | Mikaela Tommy            | Abby Ghent                | Katharine Irwin          |
| 11. | 16 grudnia 2014 | Panorama            | Superkombinacja | Candace Crawford         | Mikaela Tommy             | Leona Popović            |
| 12. | 18 grudnia 2014 | Panorama            | Gigant          | Alexandra Tilley         | Candace Crawford          | Valérie Grenier          |
| 13. | 20 grudnia 2014 | Panorama            | Gigant          | Alexandra Tilley         | Mikaela Tommy             | Leona Popović            |
| 14. | 17 lutego 2015  | Nakiska             | Gigant          | Candace Crawford         | Megan McJames             | Leona Popović            |
| 15. | 18 lutego 2015  | Nakiska             | Gigant          | Mikaela Tommy            | Candace Crawford          | Kristine Gjelsten Haugen |
| 16. | 19 lutego 2015  | Nakiska             | Supergigant     | Candace Crawford         | Abby Ghent                | Anna Marno               |
| 17. | 19 lutego 2015  | Nakiska             | Superkombinacja | Candace Crawford         | Paula Moltzan             | Leona Popović            |
| 18. | 20 lutego 2015  | Nakiska             | Supergigant     | Anna Marno               | Abby Ghent                | Alice Merryweather       |
| 19. | 21 lutego 2015  | Canada Olympic Park | Slalom          | Kristine Gjelsten Haugen | Kristina Riis-Johannessen | Candace Crawford         |
| 20. | 22 lutego 2015  | Canada Olympic Park | Slalom          | Paula Moltzan            | Kristine Gjelsten Haugen  | Leona Popović            |
| 21. | 18 marca 2015   | Sugarloaf           | Zjazd           | Odwołano                 | Odwołano                  | Odwołano                 |
| 22. | 19 marca 2015   | Sugarloaf           | Supergigant     | Odwołano                 | Odwołano                  | Odwołano                 |
| 23. | 20 marca 2015   | Burke Mountain      | Gigant          | Valérie Grenier          | Candace Crawford          | Mikaela Tommy            |
| 24. | 21 marca 2015   | Burke Mountain      | Gigant          | Candace Crawford         | Kristine Gjelsten Haugen  | Monica Huebner           |
| 25. | 22 marca 2015   | Burke Mountain      | Slalom          | Paula Moltzan            | Laurence St-Germain       | Kristine Gjelsten Haugen |
| 26. | 23 marca 2015   | Burke Mountain      | Slalom          | Paula Moltzan            | Laurence St-Germain       | Roni Remme               |

## Klasyfikacja generalna (po 24 z 24 konkurencji)
| Lp. | Zawodniczka               | Punkty |
| --- | ------------------------- | ------ |
| 1.  | Candace Crawford          | 1315   |
| 2.  | Mikaela Tommy             | 770    |
| 3.  | Paula Moltzan             | 662    |
| 4.  | Kristine Gjelsten Haugen  | 606    |
| 5.  | Valérie Grenier           | 574    |
| 6.  | Leona Popović             | 560    |
| 7.  | Megan McJames             | 476    |
| 8.  | Anna Marno                | 475    |
| 9.  | Alexandra Tilley          | 427    |
| 10. | Kristina Riis-Johannessen | 419    |
| ... |                           |        |
| 44. | Karolina Chrapek          | 105    |

| Miejsce | Zawodniczka      | Punkty |
| ------- | ---------------- | ------ |
| 1.      | Julia Ford       | 180    |
| 2.      | Maruša Ferk      | 160    |
| 3.      | Karolina Chrapek | 105    |
| 4.      | Katie Ryan       | 90     |
| 5.      | Breezy Johnson   | 86     |
| 6.      | Larisa Yurkiw    | 80     |
| 7.      | Valérie Grenier  | 72     |
| 8.      | Vanja Brodnik    | 71     |
| 9.      | Katharine Irwin  | 68     |
| 10.     | Maria Bedareva   | 58     |

| Miejsce | Zawodniczka        | Punkty |
| ------- | ------------------ | ------ |
| 1.      | Abby Ghent         | 276    |
| 2.      | Candace Crawford   | 235    |
| 3.      | Mikaela Tommy      | 200    |
| 4.      | Katharine Irwin    | 190    |
| 5.      | Anna Marno         | 186    |
| 6.      | Breezy Johnson     | 125    |
| 7.      | Valérie Grenier    | 124    |
| 8.      | Alice Merryweather | 98     |
| 9.      | Leona Popović      | 89     |
| 10.     | Paula Moltzan      | 80     |

| Miejsce | Zawodniczka              | Punkty |
| ------- | ------------------------ | ------ |
| 1.      | Candace Crawford         | 507    |
| 2.      | Megan McJames            | 301    |
| 3.      | Mikaela Tommy            | 281    |
| 4.      | Kristine Gjelsten Haugen | 252    |
| 5.      | Valérie Grenier          | 214    |
| 6.      | Alexandra Tilley         | 213    |
| 7.      | Leona Popović            | 211    |
| 8.      | Monica Huebner           | 185    |
| 9.      | Ana Drev                 | 180    |
| 10.     | Anna Marno               | 160    |

| Miejsce | Zawodniczka               | Punkty |
| ------- | ------------------------- | ------ |
| 1.      | Candace Crawford          | 373    |
| 2.      | Paula Moltzan             | 361    |
| 3.      | Kristine Gjelsten Haugen  | 354    |
| 4.      | Laurence St-Germain       | 296    |
| 5.      | Kristina Riis-Johannessen | 229    |
| 6.      | Anna Swenn-Larsson        | 200    |
| 7.      | Kate Ryley                | 191    |
| 8.      | Megan McJames             | 146    |
| 9.      | Leona Popović             | 140    |
| 10.     | Valérie Grenier           | 138    |

| Miejsce | Zawodniczka           | Punkty |
| ------- | --------------------- | ------ |
| 1.      | Candace Crawford      | 200    |
| 2.      | Mikaela Tommy         | 130    |
| 3.      | Leona Popović         | 120    |
| 4.      | Paula Moltzan         | 80     |
| 5.      | Ali Nullmeyer         | 56     |
| 6.      | Laurence St-Germain   | 52     |
| 7.      | Genevieve Frigon      | 51     |
| 7.      | Anna Marno            | 51     |
| 9.      | Chloe Margrethe Fausa | 50     |
| 10.     | Alexandra Tilley      | 45     |